# Скорая помощь (Сезон 11)
«Ско́рая по́мощь» (англ. «ER» от англ. Emergency Room — приёмное отделение) — американский телесериал, рассказывающий о жизни приёмного отделения больницы города Чикаго (штат Иллинойс), её сотрудников и пациентов. Сериал создан Майклом Крайтоном и был впервые показан на телеканале NBC (сентябрь 1994 года — апрель 2009 года). Включает в себя 15 сезонов и стал самой длинной медицинской драмой, показанной в прайм-тайм за всю историю американского телевидения.

## В ролях

### Основной состав
- Ноа Уайл — Джон Картер
- Мекхи Файфер —  Грег Пратт
- Алекс Кингстон — Доктор Элизабэт Кордей
- Горан Вишнич — Доктор Лука Ковач
- Мора Тирни — Эбби Локхарт
- Шерри Стрингфилд — Доктор Сьюзан Льюис
- Минь-На — Доктор Джин-Мэй Чен
- Шейн Уэст — Рэй Барнетт
- Шариф Аткинс — Майкл Галант
- Парминдер Награ — Нила Расготра
- Линда Карделлини — Медестра Саманта Таггарт
- Лора Иннес — Доктор Керри Уивер

### Второстепенные персонажи
•	Доктор Люсьен Дубенко (хирург) – Леланд Орсер
•	Хали Адамс (медсестра)- Иветт Фриман
•	Чуни Маркес (медсестра) – Лаура Церон
•	Малик МакГраф (медбрат) – Дизер Ди
•	Френк Мартин (регистратор) – Трой Эванс

### Приглашённые звёзды
•	Рэй Лиотта – Чарли Метколф
•	Мэдхен Амик – Уэнделл Мид
•	Синтия Никсон – Элли Шор

## Список эпизодов
11.1 (224) — На дорожку (One for the Road) Чен и Пратт в реанимации. Эбби приступает к работе интерном. Картер и Кэм прощаются с прахом ребенка и друг с другом. Суд присуждает опеку Керри. Ковач едет за Сэм.
11.2 (225) — Травмы (Damaged) К Ниле приезжают родители и пытаются уговорить вернуться на работу. У Эбби умирает первый пациент. Лука признается в любви Сэм. Нила уезжает вместе с пациенткой Эбби к родителям девочки в Мексику.
11.3 (226) — Спросите Картера (Try Carter) Картер продолжает переживать разрыв с Кэм. Больница переживает последствия 4 июля. Пратт хочет выйти на работу. Кордей соглашается на незаконную трансплантацию печени ВИЧ инфицированному пациенту. Нила устраивается на работу продавщицей. Лука пытается подружиться с Алексом.
11.4 (227) — Страх (Fear). Последняя серия Алекс Кингстон. Эбби привозит двух детей, выброшенных матерью из окна. Во время лечения у Элизабет развивается конфликт с Дубенко. После заседания комиссии Кэрри предлагает Кордэй вместо увольнения консультационную должность, та отказывается и уезжает в Англию.
11.5 (228) — Путь интерна к звёздам (An Intern’s Guide to the Galaxy) Нила возвращается в приемное отделение и начинает соревноваться о количеству осмотров пациентов. Кажется многое она забыла.
11.6 (229) — Время смерти (Time of Death) Ковач, Эбби, Пратт и Сэм пытаются спасти жизнь бывшего заключенного и алкоголика Чарли Метколфа с циррозом печени. Чарли пытается с помощью Сэм загладить вину перед сыном, которого не видел с тех пор, как вышел из тюрьмы. Пратта злят затраты на лечение Чарли, а Ковач борется со своими воспоминаниями о своем отсутствующем отце. В конце концов, Чарли отказывается от дальнейшего лечения и его ждет смерть. Серия состоит из одной сюжетной линии, действие происходит в реальном времени.
11.7 (230) — Белый парень, тёмные волосы (White Guy, Dark Hair) Ковач и Сэм лечат сильно пострадавшую женщину, зверски избитую и изнасилованную серийным маньяком. Пытаясь помочь полиции идентифицировать преступника, Сэм получает согласие женщины на опасную процедуру, которая поможет ей говорить. Но что-то идет не так и приводит к смерти женщины.
11.8 (231) — Выстрел наугад (A Shot in the Dark) Рэй боится делать прививку от гриппа и просит Эбби сделать ему её незаметно. В отделение привозят тяжелораненого полицейского и для спасения его жизни его сыну приходится делать непростой выбор. Рэй обещает мальчику свою поддержку, но как всегда спешит закончить смену и не выполняет обещанного. Картер идет на свидание с Уэнделл Мит на скалодром. Нила приезжает к Рэю на концерт и отчитывает его за то, что он бросил мальчика в трудной ситуации.
11.9 (232) — В Сочельник (Twas the Night). Последняя серия Минг-На. Джин Мэй не может совмещать уход за тяжело больным отцом с работой, ей приходится уволиться. В периоды просветления сознания отец просит её прекратить свои страдания и помочь уйти из жизни. Доктор Чен крадет в больнице необходимое лекарство, но у неё не хватает духа осуществить просьбу отца. Пратт, зная о похищении лекарства приходит домой к Чен. Он поддерживает Джин Мэй после осуществления последнего укола и соглашается подписать свидетельство о смерти. В отделение приходит новый студент - Джейк Скенлан. Рэй отпрашивается со смены, чтобы успеть на самолет, обманывая, что хочет встретить Рождество с мамой. Под утро он возвращается обратно, никуда не полетев. Эбби и Нила устраивают для больных детей отделения настоящее Рождество с подарками.
11.10 (233) — Кожа (Skin) У Сьюзан проблемы с коллегами - её практически не воспринимают как начальника. После перепалки со Сьюзен Эбби убегает от неё покурить. Прямо на крыльце скорой Эбби похищают вооруженные чернокожие подростки для оказания помощи раненому члену банды. Ковач начинает уделять внимание Ниле в её обучении. Картер продолжает встречаться с Уэнделл.
11.11 (234) — Установить контакт (Only Connect) Лука и Сэм часто ссорятся. Доктор Ковач учит Нилу общаться с пациентами и понимает, что ему и Сэм тоже нужно научиться понимать друг друга.
11.12 (235) — Благодетели (The Providers) Нила увлечена доктором Ковачем, Сэм ревнует. Эбби нравится Джейк Скенлан, но она отказывается от встреч с ним, поскольку он является её студентом. Уэнделл Мид недовольна, что её часто вызывают к пациентам, не нуждающимся в социальной помощи.
11.13 (236) — Среднее звено (Middleman) Джейк перестает быть подчиненным Эбби и больше нет препятствий для их личных отношений.
11.14 (237) — Я такая, какая есть (Just As I Am) Кэрри встречается со своей настоящей матерью. Радость встречи омрачает неприятие религиозной женщиной нетрадиционной сексуальной ориентации дочери.
11.15 (238) — Одна в толпе (Alone in a Crowd) Картер и Уэнделл Мид встречаются уже три месяца. Джон не оправдывает надежд Уэнделл, так как продолжает исптывать чувства к Кэм. Уэнделл разрывает отношения.
11.16 (239) — Здесь и там (Here and There) Нила и Майкл Галлант ведут переписку, рассказывают о своих переживаниях и происходящих вокруг событиях.
11.17 (240) — Возвращение в мир (Back in the World) Нила понимает, что влюбилась в Майкла по его письмам и боится разочароваться в том, что окажется в реальности. Майкл приезжает в Чикаго на одни сутки и проводит время с Нилой. Чувства влюбленных укрепляются физической близостью. После совершения ограбления магазина отец Алекса приезжает к Сэм и просит у неё денег. Пока Сэм находится на дежурстве, Стив забирает из дома ценные вещи и обманным путём пытается увести с собой Алекса. Вовремя вернувшийся домой Ковач убеждает Стива не делать этого.
11.18 (241) — Отказ от помощи (Refusal of Care) Картер финансирует строительство медицинского центра и хочет назвать его именем умершего сына. Об отношениях Эбби и Джейка становится известно всему отделению.
11.19 (242) — Возвращение Руби (Ruby Redux) Доктор Морис претендует на должность старшего ординатора. В больницу поступает мистер Рубаду, обиженный на доктора Картера за невнимательное отношение к миссис Рубаду, умершей десять лет назад (Картер был ещё студентом). Картер не помнит этого человека.
11.20 (243) — Вы здесь (You Are Here) Сьюзан отказывают в штатной должности и предоставляют эту должность Картеру. Морис назначен старшим ординатором, никто из отделения не хочет его поздравить. Рэю часто приходится решать, что важнее - работа в больнице или игра в музыкальной группе.
11.21 (244) — Влюблённый Картер (Carter est Amoureux) Кэм прилетает из Африки во Францию к больной матери. Картер тоже незамедлительно прибывает туда. Кэм и Джон проводят день в Париже, Джон признается в любви и предлагает продолжить отношения. Кэм ему отказывает. Картер думает, что у него нет шансов, но мать Кэм думает иначе. Картер готов вернуться в Африку и начать все сначала.
11.22 (245) — Шоу должно продолжаться (The Show Must Go On). Последняя серия Ноя Уайла. Из-за сантехнической аварии отделение временно прекращает прием пациентов. Коллеги устраивают Джону картеру прощальную вечеринку в кафе. Почти весь опытный персонал уходит туда. В отделении остаются интерны. В связи с несчастным случаем, повлекшим большое количество жертв, часть больных всё же поступает в закрытое отделение. Несмотря на отсутствие старшего врачебного персонала, интерны справляются с проблемой. В туалете кафе Картер репетирует свою прощальную речь. Когда он выходит, в кафе уже никого нет- друзья получили сообщение о происходящем в отделении и вернулись к исполнению своих обязанностей. Алекс убегает из дома, он хочет встретиться с отцом. Люка и Сэм начинают его поиски.